# Athripsodes jinjana
Athripsodes jinjana är en nattsländeart som beskrevs av Douglas E. Kimmins 1957. Athripsodes jinjana ingår i släktet Athripsodes och familjen långhornssländor. Inga underarter finns listade i Catalogue of Life.